# Chobda
Die Chobda (kasachisch Қобда Qobda; russisch Хобда, im Oberlauf Большая Хобда (Bolschaja Chobda)) ist ein linker Nebenfluss des Ilek im kasachischen Gebiet Aqtöbe.
Die Chobda entsteht am Zusammenfluss zweier Quellflüsse, die im Nordwesten des Mugodschar-Gebirges entspringen. Sie fließt in überwiegend nordwestlicher Richtung, passiert den gleichnamigen Ort und trifft nach 225 km auf den Ural-Nebenfluss Ilek. Die letzten Kilometer bildet die Chobda den Grenzfluss zwischen Kasachstan und Russland. Die Chobda entwässert ein Areal von 14.700 km². Ihr Abfluss schwankt sehr stark. Bei starker Wasserführung erreicht sie 650 m³/s, bei Niedrigwasser können es 3 m³/s sein. Das Wasser der Chobda wird für die Bewässerung genutzt.